# Église Saint-Félix-et-Sainte-Piala de Phillack
L'église Saint-Félix-et-Sainte-Piala de Phillack est une église paroissiale anglicane située à Phillack (en), dans le comté anglais de Cornouailles. Elle est classée monument de Grade II*.

## Historique
L'église date du XIIe siècle, mais la tour est ajoutée au XVe siècle. Elle possède à l'origine un plan cruciforme avec collatéraux nord et sud. L'édifice est restauré de 1856 à 1857 par l'architecte William White (en) : tous les bâtiments sont démolis, à l'exception de la tour, pour être reconstruits dans le style gothique primaire. L'église est à nouveau consacrée le 12 mai 1857.
L'édifice est d'abord dédié à sainte Piala, la sœur de saint Éguiner, et plus tard à saint Félix (ou Félec).
L'historien Charles Henderson (en) écrit que l'édifice a revêtu un intérêt architectural particulier avant sa restauration. En 1865, Nikolaus Pevsner qualifie l'œuvre de William White de « réfléchie ».
L'église Saint-Félix-et-Sainte-Piala est classée monument de Grade II* depuis le 14 janvier 1988. En 2007, le National Churches Trust (en) garantit un fonds de 25 000 £ pour l'entretien de l'édifice.

## Architecture
La façade de l'église est faite de granite et de gravats d'elvan (en), avec des ornements en granite. Le toit en ardoise repose sur des pignons en granite. Une cheminée octogonale en pierre s'élève au-dessus du pignon sud de la sacristie. Une cheminée similaire est présente plus à l'ouest. 
La tour en granite de taille fortifiée possède un toit pyramidal en ardoise. Haute de trois étages, elle possède des contreforts placés en retrait dans les angles du niveau inférieur. L'embrasure de sa porte possède une arc tudor. L'étage supérieur est pourvu de deux fenêtres triples à remplage, dont celle du bas est à persienne. La tour est munie de quatre pinacles, dont deux du XIXe siècle. Dans l'angle de la tour et du porche sud, on peut voir le couvercle d'une tombe médiévale décorée, probablement datée d'avant la conquête normande).
Le pignon du porche d'entrée renferme un chrisme possiblement daté du Ve siècle, tandis que la tête pignon nord de la sacristie, datée XIIe siècle, possède des gravures. La fenêtre orientale du bas-côté sud est pourvue d'un remplage en Y.
À l'intérieur, le mur nord est en partie normand. L'arche Tudor de la tour date du XVe siècle et repose sur des demi-piliers à moulures. Les toits sont supportés par des arches. Les fonts baptismaux possèdent un bassin d'eau normand du XIIe siècle restauré au XIXe siècle ; ils reposent sur une base du XIXe siècle, réplique de celle d'origine. Cinq croix sont gravées dans la pierre d'autel normande,. La chaire est faite de panneaux de bois issus de l'ancien jubé. D'après la notice de l'organisme Historic England, la chaire et le buffet d'orgue possèdent aussi des fragments de chêne de l'ancien toit du XVe siècle. 
Un des vitraux de l'église représente sainte Piala accompagnée de sept enfants.
Un crucifix se trouve près de l'entrée principale de l'église.
Le bâtiment de la sacristie est détaché du reste de l'église. Situé en bordure de terrain, il est fait de blocs de scorie et compte deux étages avec une entrée chacun.

## Orgue
L'orgue de l'église est fabriqué en 1962 par Geo Osmond de Taunton puis restauré en 1982 par Lance Foy de Truro pour un coût de 3 000 £. Sa composition est la suivante :
| Pedal C–f1 |             |     |
| 1.         | Bourdon     | 16′ |
| 2.         | Violoncello | 8′  |

| Great C–g3 |                  |     |
| 3.         | Open Diapason    | 16′ |
| 4.         | Stopped Diapason | 8′  |
| 5.         | Principal        | 8′  |
| 6.         | Nazard           | 8′  |
| 7.         | Fifteenth        | 4′  |

| Swell C–g3 |               |    |
| 8.         | Open Diapason | 8′ |
| 9.         | Salicional    | 8′ |
| 10.        | Gedackt       | 8′ |
| 11.        | Voix Celeste  | 4′ |
| 12.        | Gemshorn      | 2′ |
| 13.        | Flageolet     | 2′ |
| 14.        | Mixture       | 1′ |
| 15.        | Horn          | 8′ |

- Couplage : Swell/Pedal, Swell/Great, Swell octave et sous-octave, Great/Pedal

## Cimetière
Le cimetière de l'église comporte une pierre commémorative datée d'entre les Ve et VIIIe siècles et dédiée à « Clo[tualus] [fils de] Mo[bra]ttus ». Par ailleurs, la paroisse compte six croix en pierre, dont deux se trouvent dans ce cimetière.

## Statut paroissial
L'église Saint-Éguiner forme une paroisse commune avec les églises Saint-Erth de St Erth, Saint-Éguiner de Gwinear, Saint-Elwyn de Hayle et Saint-Gothian de Gwithian. La paroisse, servie par l'équipe ministérielle de Godrevy, est rattachée au doyenné de Penwith au sein du diocèse de Truro de l'Église d'Angleterre.